# Aya Kamiki
Aya Kamiki (上木 彩矢 Kamiki Aya?, nacida el 10 de septiembre de 1985 en Sapporo, Hokkaido) es una cantante-compositora japonesa. Su estilo abarca desde el pop hasta el rock y el R&B. Actualmente vive en Osaka, y ha firmado con la discográfica AVEX de Tokio. Habla chino de nivel medio y por ello tiene una importante base de fanes en China.

## Biografía
Kamiki aprendió a tocar el piano cuando tenía 4 años. En el instituto, empezó a cantar en directo. Influenciada por el punk rock, también aprendió a tocar la guitarra.
En 2005, Kamiki lanzó dos miniálbumes, “Constellation” y “Rock On” con la discográfica independiente Weed Records. 
La carrera musical de Kamiki fue activa principalmente en Osaka, donde obtuvo resultados positivos. Su voz estaba tan llena de fuerza que eso formó parte de su reputación. Hizo apariciones en revistas de música y moda, lo cual llamó la atención de la gente. 
En 2006, Kamiki firmó con GIZA Studio y lanzó su primer sencillo “Communication Break” el 15 de marzo. El 12 de abril, se lanzó su segundo sencillo “Pierrot”. La canción fue compuesta respectivamente por los miembros de B’z Koshi Inaba y Tak Matsumoto, aunque la letra en la versión de Kamiki fue ligeramente modificada. Fue lanzado el mismo día que el sencillo de B’z  "ゆるぎないものひとつ" (Yuruginaimono Hitotsu), que contenía “Pierrot” como parte de su (B-side). El sencillo alcanzó el 9.º puesto en la lista de éxitos de Oricon. Su tercer sencillo, "Mou Kimidake-wo Hanashitari-wa Shinai" subió al 11.º puesto, y su primer álbum “Secret Code” debutó en 5.º lugar. Para promover el lanzamiento de Secret Code, Kamiki dio dos mini-conciertos. Uno como “Kamiki Negra” que fue realizado en las Tower Records de Shibuya. El otro (más tarde en el mismo día), como “Aya Blanca” y fue realizado en HMV en Shibuya. La entrada era gratuita para todo aquel que hubiese comprado Secret Code en su tienda correspondiente. 
A principios de 2007, Kamiki fue una de las ganadoras del 21st Japan Gold Disc Award como Artista Revelación del Año.
En 2009, se cambió a la discográfica Avex Trax y antes de dejar GIZA Studio, lanzó un álbum de éxitos titulado “Greatest Best” y lanzó su 12.º sencillo,  "WBX (W-Boiled Extreme)" en noviembre de 2011.
En 2010, su cuarto álbum, “INDIVIDUAL EMOTION”, fue lanzado el 27 de enero, así como una de las canciones, “The Light”, fue lanzada como PV. Luego, el 14 de julio, se lanzó su 13er sencillo, “Revolver”. Poco después el 11 de agosto, lanzó su miniálbum “Gloriosa”.

## Influencias
Entre sus influencias musicales figuran Diana Ross, Whitney Houston, Mariah Carey, Michelle Branch y Avril Lavigne.

## Discografía

### Singles
| Sencillo #                   | Información | Ventas                 |
| ---------------------------- | --- | ---------------------- |
| indie                        | "Breath" - Fecha de salida: 21 de mayo de 2003 - Álbum de estudio: N/A - Oricon Top 200 Weekly Peak: /                                                                  | / copias vendidas      |
| Debut / 1º                   | "Communication Break" - Fecha de salida: 15 de marzo de 2006 - Álbum de studio: Secret Code - Oricon Top 200 Weekly Peak: #48                                           | 7,825 copias vendidas  |
| 2º                           | "Pierrot" - Fecha de salida: 12 de abril de 2006 - Álbum de estudio: Secret Code - Oricon Top 200 Weekly Peak: #9                                                       | 38,127 copias vendidas |
| 3º                           | "Mou Kimi Dake wo Hanashitari wa Shinai" - Fecha de salida: 31 de mayo de 2006 - Álbum de estudio: Secret Code - Oricon Top 200 Weekly Peak: #11                        | 21,967 copias vendidas |
| 4º                           | "Nemutteita Kimochi Nemutteita Kokoro" - Fecha de salida: 1 de noviembre de 2006 - Álbum de estudio: Ashita no Tame ni ~Forever More~ - Oricon Top 200 Weekly Peak: #19 | 12,605 copias vendidas |
| 5º                           | "Misekake no I Love you" - Fecha de salida: 23 de mayo de 2007 - Álbum de estudio: Ashita no Tame ni ~Forever More~ - Oricon Top 200 Weekly Peak: #24                   | 9,505 copias vendidas  |
| 6º                           | "Ashita no Tame ni" - Fecha de salida: 25 de julio de 2007 - Álbum de estudio: Ashita no Tame ni ~Forever More~ - Oricon Top 200 Weekly Peak: #24                       | 7,168 copias vendidas  |
| 7º                           | "SUNDAY MORNING" - Fecha de salida: 5 de marzo de 2008 - Álbum de estudio: Are you happy now? - Oricon Top 200 Weekly Peak: #28                                         | 5,885 copias vendidas  |
| 8º                           | "Kimi Sarishi Yuuwaku" - Fecha de salida: 18 de junio de 2008 - Álbum de estudio: Are you happy now? - Oricon Top 200 Weekly Peak: #34                                  | 4,302 copias vendidas  |
| 9º                           | "Summer Memories" - Fecha de salida: 6 de agosto de 2008 - Álbum de estudio: Are you happy now? - Oricon Top 200 Weekly Peak: #35                                       | 5,469 copias vendidas  |
| 10º                          | "Sekai wa Sore demo Kawari wa Shinai" - Fecha de salida: 3 de diciembre de 2008 - Álbum de estudio: AYA KAMIKI Greatest Best - Oricon Top 200 Weekly Peak: #42          | 4,378 copias vendidas  |
| 11º como Kamiki Aya w TAKUYA | "WBX (W-Boiled Extreme)" - Fecha de salida: 11 de noviembre de 2009 - Álbum de estudio: Individual Emotion - Oricon Top 200 Weekly Peak: #8                             | 53,886 copias vendidas |
| 12º                          | "Revolver" - Fecha de salida: 14 de julio de 2010 - Álbum de estudio: Gloriosa - Oricon Top 200 Weekly Peak: #34                                                        | 2,351 copias vendidas  |

### EP
1. Constellation (EP) (Indies) (25 de mayo de 2005)
2. Rock On (Indies) (21 de septiembre de 2005)
3. Gloriosa (11 de agosto de 2010)
4. EVILÄLIVE (9 de marzo de 2011)

### Álbumes de estudio
| Año  | Detalles del álbum | Posición en las listas | Información | Ventas                 |
| Año  | Detalles del álbum | JP                     | Información | Ventas                 |
| ---- | --- | ---------------------- | --- | ---------------------- |
| 2006 | Secret Code - Fecha de salida: 12 de julio de 2006 - Discográfica: GIZA studio - Formato: CD, Descarga Digital                        | 5                      | - Secret Code es el primer álbum de Kamiki Aya. Disponible en una edición, solo CD.                                         | 65,004 copias vendidas |
| 2007 | Ashita no Tame ni ~Forever More~ - Fecha de salida: 10 de octubre de 2007 - Discográfica: GIZA studio - Formato: CD, descarga digital | 8                      | - Ashita no Tame ni ~Forever More~ es el segundo álbum de Kamiki Aya. Disponible en 2 ediciones.                            | 24,572 copias vendidas |
| 2008 | Are you happy now? - Fecha de salida: 10 de septiembre de 2008 - Discográfica: GIZA studio - Formato: CD, descarga digital            | 10                     | - Are you happy now? es el tercer álbum de Kamiki Aya. Disponible en tres ediciones.                                        | 18,006 copias vendidas |
| 2010 | AYA KAMIKI Greatest Best - Fecha de salida: 27 de enero de 2010 - Discográfica: GIZA Studio - Formato: CD, Descarga Digital           | 30                     | - Último álbum bajo la discográfica GIZA studio.                                                                            | 8,340 copias vendidas  |
| 2010 | Individual Emotion - Fecha de salida: 27 de enero de 2010 - Discográfica: avex trax - Formato: CD, 2 CD, Digital Download             | 23                     | - Individual Emotion es su primer álbum con la discográfica Avex Trax.                                                      | 9,921 copias vendidas  |
| 2011 | THE FINAL JOURNEY - Fecha de salida: 7 de septiembre de 2011 - Discográfica: avex trax - Formato: 2 CD, 2 CD+DVD, Descarga Digital    | /                      | - Álbum conmemorativo en la industria musical por sus 5 años como artista principal. Último álbum antes de dejar Avex Trax. | / copias vendidas      |

### DVD
1. AYA KAMIKI FIRST LIVE (2 de mayo de 2007)
2. AYA KAMIKI MUSIC VIDEO#1 (7 de noviembre de 2007)
3. THE FINAL JOURNEY -FINAL EDITION- (7 de septiembre de 2011)